# Машина часу (роман)
«Машина часу» (англ. The Time Machine) — роман Герберта Веллса, написаний у 1895, перший науково-фантастичний роман письменника. Вперше «Машину часу» було видано у 1888 році у скороченому журнальному вигляді як оповідання під назвою «Аргонавти часу», а в січні-травні 1895 року в журналі «New Review» роман видано повністю під назвою «Повість мандрівника у часі». Окреме видання з'явилося в травні 1895 року. З цього і наступних книжкових видань було видалено один розділ.
Українською роман вперше переклав 1967 року Микола Іванов у складі збірки «Війна світів».
«Машина часу» стала одним з перших літературних творів, де описано мандри людини в часі за допомогою техніки. Основна частина цього порівняно невеликого за обсягом твору описує світ майбутнього (802 701 рік), куди вирушає безіменний Мандрівник в часі. У книзі описано два види істот, на яких перетворилася людина під час еволюції під впливом класового поділу — Морлоки та Елої. Морлоки — це нащадки робітників, що мешкають у підземному світі та обслуговують машини. Вони набагато менші й слабші за сучасну людину, покриті шерстю і погано переносять сонячне світло. А Елої — це нащадки колишньої еліти суспільства, слабкі та тендітні істоти, абсолютно не пристосовані для праці. І ті, й інші за довгі тисячоліття існування, що не вимагало розумової діяльності, практично позбулися розуму та перетворилися на напівтварин.

## Сюжет
Мандрівник у часі ділиться з оповідачем та ще кількома людьми (Психологом, Дуже Молодим Чоловіком, Провінційним мером, Лікарем) своїми ідеями щодо можливості переміщення у часі, як одному з вимірів. Він заявляє про свій винахід — Машину часу, яку вже встиг випробувати. Один з його гостей, Дуже Молодий Чоловік, захоплено описує можливості подорожей в минуле, проте Мандрівник у часі називає проблеми, такі як привернення зайвої уваги й невідповідність історичних знань дійсності. На доказ своїх слів про винахід Мандрівник у часі приносить модель машини часу. Її роботу, однак, присутні сприймають за фокус. Помітивши недовіру, Мандрівник показує повнорозмірну машину, за допомогою якої обіцяє побувати в інших епохах та в зазначений час повернутися. Але оскільки ще дещо у машині треба доробити, тож він запросив гостей прийти до нього через тиждень.
У зазначений день гості приходять до Мандрівника, але його ще не було вдома і вони вирішили почекати. Із запізненням, Мандрівник виходить зі своєї лабораторії, брудний та стомлений. Привівши себе до ладу, він запевняє гостей у тому, що він подорожував у час і запрошує їх до курильної кімнати послухати свою довгу розповідь.

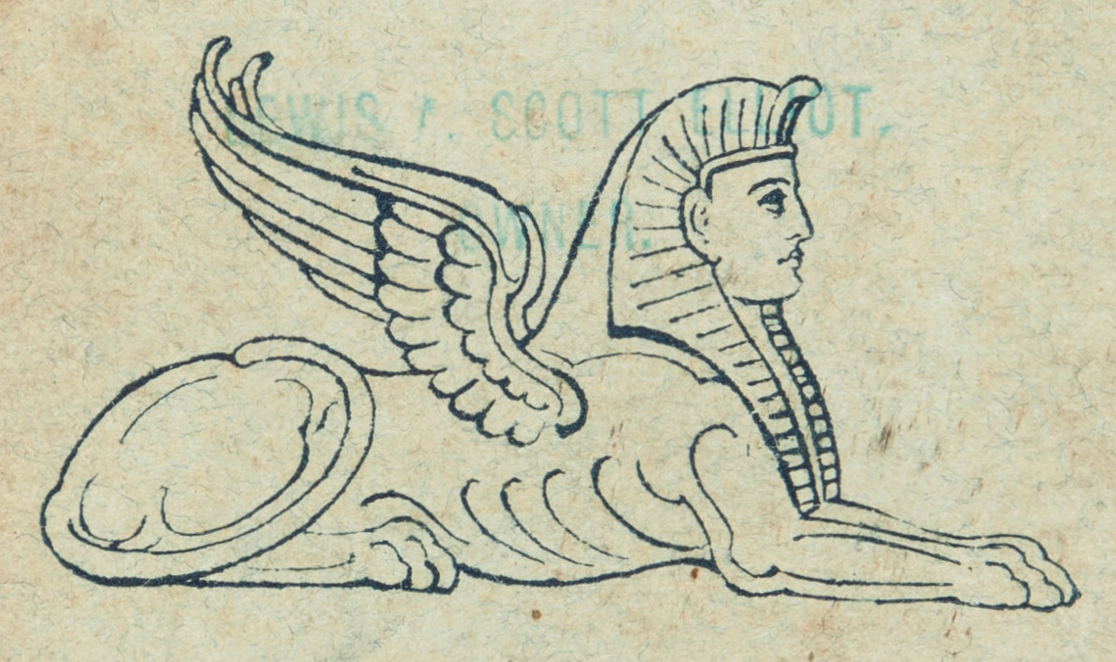
Зображення сфінкса з першого видання 1895 року

Вирушаючи у подорож, він спочатку перенісся лише на кілька годин у майбутнє. Впевнившись у роботі машини, Мандрівник продовжив подорож, в ході якої спостерігав зникнення лабораторії, зміни пір року, виникнення нових будівель, поки машина не дала збій. Мандрівник опинився під час граду перед камінним сфінксом 802 701-го року. Скоро його помітили тендітні з вигляду люди, чотири фути заввишки, одягнені в туніки і красиві з вигляду. Трохи побувши з ними, Мандрівник зауважив, що ці люди, елої, лише розважаються, а величні будівлі навколо пошкоджені від часу та частково зруйновані. З побаченого Мандрівник зробив висновок, що потрапив у часи занепаду людства, який настав після епохи загальної рівності й достатку.
Увечері Мандрівник виявив зникнення машини часу і страх людей перед сфінксом. В ході безуспішних пошуків, він звернув увагу на колодязі, над якими тремтіло повітря. Познайомившись з жінкою, на ім'я Віна, яку він врятував, коли вона потопала в річці, Мандрівник довідався про страх тогочасного людства перед темрявою і підземеллями. Вдосвіта ж йому вдалося помітити якихось істот неподалік.
На четвертий день перебування в майбутньому, Мандрівник у часі, ховаючись від спеки в руїнах, побачив схожу на лемура істоту, що втекла вглиб. У нього виникла думка про розділення людства на два види, де нащадки еліти ведуть безтурботне життя на поверхні, а нащадки робітників — працюють під землею. Ще за два дні Мандрівник наважився спуститися в один з колодязів, де виявив підземних людей, морлоків, які обслуговували різноманітні машини для забезпечення потреб елоїв. Також він дізнався, що морлоки харчуються м'ясом. Відбившись від морлоків, він зумів вибратися на поверхню. Пізніше, Мандрівник дійшов висновку, що м'ясо, яке він бачив у тунелі, котре їдять морлоки, було м'ясом елоїв, і що морлоки вирощують елоїв, як худобу на фермі.
Зрозумівши, що це морлоки забрали машину часу, Мандрівник поставив собі за мету повернути її. Для здійснення задуманого він навідався з Віною у будівлю колишнього музею, де знайшов сірники і камфору. Мандрівник вирішив заночувати просто неба, під захистом відкритого вогню, тому коли він із Віною йшли пізно увечері через ліс, він збирав хмиз для багаття. Під час цього на них напали морлоки, тому Мандрівник запалив хмиз, який він збирав, щоб відігнати їх. У цей час вони з Віною намагалися вибратися з лісу, але морлоки їх наздоганяють. Мандрівник знову розвів багаття і вирішив отаборитися в цьому місці до ранку, та він вночі заснув і багаття згасло, через що їх оточили морлоки. Мандрівник відбився від нападу, але нападники забрали Віну. Зранку Мандрівник повернувся до сфінкса. Там він знайшов свою машину за дверима на п'єдесталі сфінкса і, відбивши новий напад, вирушив далі в майбутнє.
Мандрівник зупинився в часі, коли сонце досягло фази червоного гіганта, а швидкість обертання Землі навколо своєї осі істотно зменшилася. Там він зустрів велетенських істот, схожих на крабів, які намагалися напасти на нього. Далі Мандрівник у часі перескочив у тридцятимільйонний рік, де застав остаточне запустіння планети, яка занурилася у морок і температура впала нижче нуля. Після цього він вирішив повернутися свого часу та перенісся до лабораторії на кілька годин після початку своєї подорожі.
На цьому Мандрівник закінчив свою розповідь. Він зрозумів, що гості йому не повірили, навіть коли він показав квіти з майбутнього, які Віна поклала йому до кишені.
Через декілька днів оповідач прийшов до Мандрівника та зустрів його підготовленим до наступної подорожі, з якої він хотів повернутися з більш переконливими доказами мандрівки в майбутнє. Мандрівник попросив почекати його з подорожі і після чого, за словами оповідача, пройшло більш як три роки з того дня, а він так і не повернувся. Оповідач побоюється, що Мандрівник більше ніколи не повернеться.

### Видалений розділ
У видаленому розділі, одразу після того, як Мандрівник знаходить машину часу та втікає від морлоків, він опиняється на вкритій інеєм рівнині. Там він бачить невеликих істот, покритих сірим хутром, яких описує подібними на кроликів чи кенгуру, і вбиває одну каменем. На цих істот нападають велетенські багатоніжки, тож Мандрівник переноситься в наступний день. На тому місці лишаються кістки, з яких Мандрівник робить висновок, що з'їдена багатоніжками істота походила від людини. Він продовжує переміщення в часі, спостерігаючи сповільнення обертання Землі.
Цей розділ під номером 11 входив до твору у травневому номері «New Review» (1895), але був видалений з подальших видань редактором Вільямом Ернестом Генлі через зображення «повної дегенерації людства». Проте епізод публікувався й надалі як додаток під назвою «Сіра людина» (англ. The Grey Man).

## Адаптації

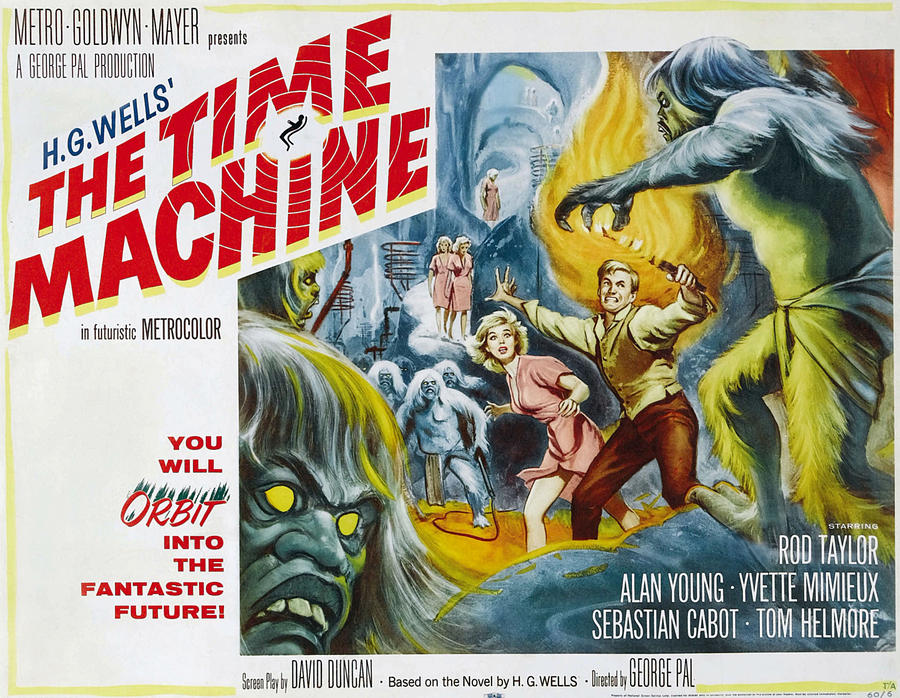
Постер фільму 1960 року

### Кіно й телебачення
- «Машина часу» (1949) — телевистава.
- «Машина часу» (1960) — фільм.
- «Машина часу» (1978) — фільм.
- «Машина часу» (2002) — фільм.
- «Машина часу» (2003) — анімаційний фільм.

### Комікси
- «Машина часу» (1956) — частина серії «Ілюстрована класика» (англ. Classics Illustrated) видавництва Gilbertond.
- «Машина часу» (1976) — № 2 в серії «Класичні комікси Marvel» (англ. Marvel Classics Comics). Початково видано в чорно-білому варіанті Pendulum Press 1973 року.
- «Машина часу» (1990) — серія коміксів від Eternity Comics, у 1991 перевидана як графічний роман.

## Відгалуження
- «Час після часу» (англ. Time After Time, 1979) — фільм, де винахідник машини часу намагається завадити злочинцеві — втікачеві до майбутнього.
- «Час після часу» (англ. Time After Time, 2017) — серіал за мотивами фільму.

## Переклади українською
- Велз, Г. Машина часу; пер. з англ. М. Іванов. — Одеса: Держлітвидав України, 1929. — 116 с.[перевірити]
- Веллс Г. Машина часу / Герберт Джордж Веллс; пер. з англ. М. Іванов // Машина часу. — Х. : Фоліо, 2003. — С. 33–106.

## Виноски
1. ↑  1,2 метра